# From Mars to Sirius
From Mars to Sirius è il terzo album in studio del gruppo musicale francese Gojira, pubblicato il 27 settembre 2005 dalla Listenable Records e dalla Mon Slip in Europa e dalla Prosthetic Records negli Stati Uniti d'America.
Il disco è stato incluso nella lista dei 100 miglior album heavy metal di sempre secondo Rolling Stone nel 2017, mentre il brano Flying Whales è stato inserito, nel 2023, in quella delle 100 migliori canzoni heavy metal di tutti i tempi, sempre redatta da Rolling Stone.

## Descrizione
Il disco è un concept album incentrato su un viaggio nello spazio volto alla resurrezione della Terra, ormai sommersa completamente dall'oceano e resa inabitabile dall'essere umano. Temi principali dei brani sono il cambiamento climatico, l'impatto della mano dell'uomo sulla vita delle creature marine e terrestri e più in generale vita, morte e rinascita. La balena raffigurata nella copertina dell'album, figura ricorrente in numerose tracce come «guida da seguire per la rinascita» e tema principale della canzone Flying Whales, è secondo il cantante e chitarrista Joe Duplantier, autore oltre che di tutti i testi anche della copertina dell'album, simbolo di forza e intelligenza. Riguardo al titolo From Mars to Sirius, sempre Duplantier ha dichiarato:
Nel 2023 la rivista Rolling Stone ha definito l'album «uno dei più grandi inni metal all'ambientalismo».

## Tracce
Testi di Joe Duplantier, musiche dei Gojira.
1. Ocean Planet – 5:32
2. Backbone – 4:18
3. From the Sky – 5:48
4. Unicorn – 2:09
5. Where Dragons Dwell – 6:54
6. The Heaviest Matter of the Universe – 3:57
7. Flying Whales – 7:44
8. In the Wilderness – 7:47
9. World to Come – 6:52
10. From Mars – 2:24
11. To Sirius – 6:25
12. Global Warming – 7:50

## Formazione
Gruppo
- Joe Duplantier – voce, chitarra
- Christian Andreu – chitarra
- Jean-Michele Labadie – basso
- Mario Duplantier – batteria

Produzione
- Gabriel Editions – produzione
- Laurentx Echtemendy – ingegneria del suono, missaggio, registrazione della batteria
- Joe Duplantier – missaggio
- Jean-Michel Labadie – missaggio
- Jean-Pierre Chalbos – mastering
- Seb Dupius – mastering
- Jean-Michel Labadie – copertina
- Joe Duplantier – copertina

## Classifiche
| Classifica (2005) | Posizione massima |
| ----------------- | ----------------- |
| Francia           | 44                |